# La Maison Corrino
La Maison Corrino (titre original : Dune: House Corrino) est un roman de science-fiction, publié en 2001 et rédigé par Brian Herbert et Kevin J. Anderson à partir de notes de Frank Herbert. Complément au cycle de Dune, son histoire se déroule une dizaine d’années avant Dune. Il s'agit du troisième tome d'une trilogie appelée Avant Dune.
Le puzzle se met en place pour donner naissance aux événements décrits dans Dune. On retrouve tous les acteurs familiers de l'univers de Dune et les rivalités entre grandes familles.

## Résumé
Ce livre traite de la jeunesse du duc Leto Atréides, de sa rencontre avec Jessica et de son rôle dans la reconquête d'Ix.
Sur Arrakis, Liet Kynes succède à son père Pardot Kynes comme planétologiste Impérial et Umma des Fremen.
Le projet ambitieux d'épice artificielle Amal, mené en secret par les Tleilaxu et Hasimir Fenring est finalement un fiasco complet qui risque de peu de perdre la maison Corrino. La guerre de l'épice de Shaddam IV a pour résultat la destruction partielle ou totale de plusieurs planètes. La destruction d'Arrakis est évitée de peu grâce à l'intervention de la Guilde.
Le projet Bene Gesserit de créer le Kwisatz Haderach arrive à une étape importante avec la naissance du premier enfant de Jessica et de Leto.

## Incohérences
Le cycle Avant Dune contient des incohérences, tant internes qu'avec le cycle de Dune. En voici un exemple :
La Révérende Mère Gaius Helen Mohiam explique à Jessica sur le point d'accoucher que la fille qu'elle devait mettre au monde sera la mère du Kwisatz Haderach, ce que Jessica ignorait complètement jusque-là. Jessica ne pouvait donc pas avoir voulu être elle-même la mère en question comme le lui reproche la Révérende Mère dans les premières pages de Dune.